# Into the New World (Tournee)
Into the New World ist eine Konzerttournee der südkoreanischen Girlgroup Girls’ Generation in Asien. Es handelt sich um die erste Tournee der Gruppe. Sie begann am 19. Dezember 2009 in Seoul.

## Überblick
Im November 2009 wurde von S.M. Entertainment bekanntgegeben, dass Girls’ Generation auf eine Tour durch Asien gehen werden. Ihre ersten zwei Konzerte gab die Gruppe am 19. und 20. Dezember 2009 im Olympischen Fechtstadion von Seoul vor jeweils 6.500 Besuchern. Die Karten für die beiden Konzerte waren innerhalb von drei Minuten ausverkauft. Neben vielen verschiedenen Songs der Band, hatte jedes der neun Mitglieder auch einen Solo-Auftritt.
Als Zugabe veranstalteten Girls’ Generation jeweils am 27. und 28. Februar 2010 zwei weitere Konzerte in Seoul. Diese beiden Auftritte unterschieden sich von der Setlist etwas von den vorherigen Konzerten.
Ihr erstes Auslands-Konzert der Tournee gaben Girls’ Generation am 17. April 2010 in Shanghai, China.
Das geplante Konzert in Bangkok war ursprünglich für den 29. Mai 2010 vorgesehen, wurde allerdings auf den 25. Juli 2010 verschoben. Doch auch dieser Auftritt wurde bis auf unbestimmte Zeit verschoben aufgrund der Unruhen in Thailand.
Am 16. und 17. Oktober 2010 hielt die Gruppe zwei Konzerte auf der Pazifik-Insel Taiwan. Die Konzerte waren innerhalb von eineinhalb Stunden ausverkauft. An den zwei Tagen erschienen 24.000 Besucher in der Taipei Arena, um Girls’ Generation live zu sehen. Insgesamt führten sie 36 Songs auf. In einigen taiwanesischen Medien wurde die Gruppe dafür kritisiert, Playback gesungen zu haben. Davon seien auch einige Fans enttäuscht gewesen. S.M. Entertainment verteidigte sich jedoch gegen die Kritik. So habe die Gruppe mehr als 30 Lieder gespielt, was sehr anstrengend sei, und nur bei wenigen sei Playback verwendet worden. Dies sei aufgrund der aufwendigen Tänze notwendig gewesen. Mit beiden Konzerten erzielte die Gruppe einen Umsatz in Höhe von 5 Millionen US-Dollar.
Bei den Konzerten waren auch andere Musikgruppen zu Gast, die, wie Girls’ Generation, zu SM Town gehören, wie Super Junior, SHINee und f(x).

## Setlist
1. „Nine Angels“
2. „소원을 말해봐 (Genie)“ – Rock Tronic Remix ver.
3. „Show! Show! Show!“
4. „소녀시대“ („Girls’ Generation“)
5. „Beginning“ (Remix)
6. „It's Fantastic“
7. „Etude“
8. „Ooh La-La!“
9. „Kissing You“ (Remix)
10. „1 년 後“ („One Year Later“) (Jessica feat. Onew)
11. „Umbrella“ (Tiffany)
12. „Hush Hush“ (Taeyeon)
13. „좋은 사람 소개시켜줘“ (Yoona feat. Shindong & Eunhyuk)
14. „Sunny“ (Sunny)
15. „Chocolate Love“
16. „Destiny“
17. „Honey“
18. „Merry-go-round “
19. „Dear. Mom“
20. „좋은 일만 생각하기“ („Day by Day“)
21. „동화“ („My Child“)
22. „Barbie Girl“ (Jessica feat. Key von SHINee)
23. „Santa Baby“ (Sooyoung)
24. „Sixteen Going On Seventeen“ (Seohyun)
25. „Singing in the Rain“
26. „Over the Rainbow“
27. „Chu~♡“ (f(x))
28. „1, 2 Step“ (Yuri feat. Amber (f(x)))
29. „소원을 말해봐 (Genie)“ (Popping Remix) und „Tipsy“ (Hyoyeon)
30. „Rhythm Nation“ (Dance Battle von Yoona, Sooyoung, Yuri & Hyoyeon)
31. „다시 만난 세계“ („Into the New World“)
32. „웃자“ („Be Happy“)
33. „힘내“ („Him Nae (Way to Go)“)
34. „Gee“
35. „Touch the Sky“
36. „앵콜첫곡“ („Naengmyun“)
37. „하하하송“ („HaHaHaSong“)
38. „Complete“
39. „Baby Baby“

## Tourdaten
| Datum             | Stadt    | Land     | Stadion                   | Besucherzahl |
| ----------------- | -------- | -------- | ------------------------- | ------------ |
| 19. Dezember 2009 | Seoul    | Südkorea | Olympic Fencing Gymnasium | 6.500        |
| 20. Dezember 2009 | Seoul    | Südkorea | Olympic Fencing Gymnasium | 6.500        |
| 27. Februar 2010  | Seoul    | Südkorea | Olympic Fencing Gymnasium | 6.500        |
| 28. Februar 2010  | Seoul    | Südkorea | Olympic Fencing Gymnasium | 6.500        |
| 17. April 2010    | Shanghai | China    | Shanghai Grand Stage      |              |
| 16. Oktober 2010  | Taipeh   | Taiwan   | Taipei Arena              | 12.000       |
| 17. Oktober 2010  | Taipeh   | Taiwan   | Taipei Arena              | 12.000       |

## Live-Album
Am 30. Dezember 2010 erschien in Südkorea das Live-Album The 1st Asia Tour – Into the New World mit 38 Musiktiteln. Die enthaltenen Lieder sind Aufnahmen vom Konzert in Seoul vom 19. und 20. Dezember 2009.

## DVD
Am 17. August 2011 erscheint die Live-DVD zur Tournee. Diese enthält neben den Auftritten ein Making-of und Interviews.